# CS Rapid București (handboll)
CS Rapid București är ett professionellt damhandbollslag från Bukarest i Rumänien, bildat 1934. Klubben tävlar i Liga Națională, den högsta divisionen av rumänsk handboll. Inrikes har klubben vunnit sex ligatitlar  1961, 1962, 1963, 1967, 2003, 2022 och en rumänsk cup 2004. Lagets största merit är segern i Champions League 1964. Klubben vann EHF-cupen 1993 och EHF Challange cup år 2000. 

## Spelartrupp 2023/2024
| Nr | Land     | Pos | Namn                 |
| -- | -------- | --- | -------------------- |
| 12 | Rumänien | MV  | Diana Ciucă          |
| 16 | Rumänien | MV  | Denisa Şandru        |
| 23 | Kroatien | MV  | Ivana Kapitanović    |
| 2  | Spanien  | V9  | Lara González Ortega |
| 7  | Rumänien | M9  | Eliza Buceschi       |
| 10 | Angola   | M6  | Albertina Kassoma    |
| 17 | Spanien  | H6  | Marta López          |
| 18 | Danmark  | M9  | Mathilde Neesgaard   |
| 20 | Ungern   | V6  | Dorina Korsós        |

| Nr | Land          | Pos | Namn              |
| -- | ------------- | --- | ----------------- |
| 21 | Frankrike     | V6  | Laura Kanor       |
| 22 | Frankrike     | V9  | Orlane Kanor      |
| 27 | Rumänien      | M6  | Lorena Ostase     |
| 34 | Spanien       | H9  | Alicia Fernández  |
| 44 | Spanien       | M6  | Ainhoa Hernández  |
| 77 | Rumänien      | H6  | Alexandra Badea   |
| 79 | Nederländerna | M9  | Estavana Polman   |
| 88 | Serbien       | H9  | Anđela Janjušević |
| 99 | Rumänien      | V9  | Sorina Grozav     |

## Kända spelare i urval
- Cristina Vărzaru
- Aurelia Brădeanu
- Paula Ungureanu
- Oana Manea
- Gabriela Perianu
- Alexandra Lacrabère